# Ngày Canberra

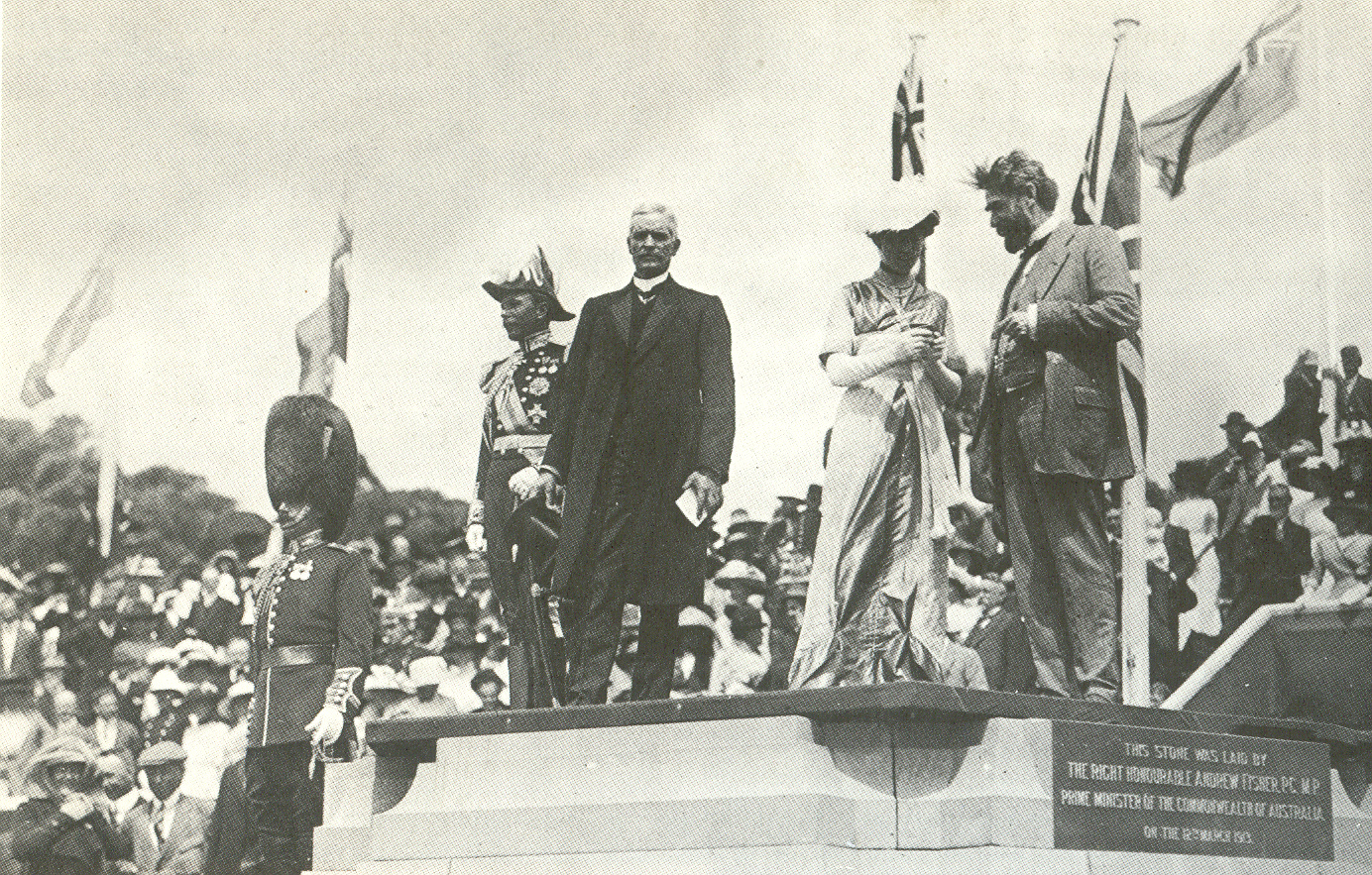
Ngày Canberra

Ngày Canberra là một ngày nghỉ được ấn định hàng năm vào ngày thứ Hai thứ hai trong tháng 3 ở Lãnh thổ thủ Đô Úc nhằm kỷ niệm ngày đặt tên chính thức cho Canberra. Canberra được đặt tên tại buổi lễ được Bà Denman tổ chức vào ngày 12 tháng 3 năm 1913. Bà Denman là vợ của Tổng quyền Lord Denman. Năm 2012 ngày Canberra rơi vào 12 tháng 3. Năm 2013, nó rơi vào 11 tháng 3.
Vào 3 tháng 3 năm 2007, Bộ trưởng ACT Andrew Barr đã đưa ra một đạo luật để thay đổi ngày Canberra vào ngày thứ Hai thứ hai của tháng 3 cho nên nó rơi vào ngày mà thường gần trùng với ngày kỷ niệm thành lập Canberra. Trước đây ngày này được tổ chức vào ngày thứ Hai thứ ba của tháng 3.
Các sự kiện hàng năm liên quan đến ngày Canberra như Lễ hội Canberra Lưu trữ ngày 20 tháng 4 năm 2013 tại Wayback Machine, kéo dài từ 11 đến 20 tháng 3 năm 2011, Lễ trao giải "Chief Minister's Canberra Day", và Lễ hội Khinh khí cầu Canberra.